# HK11
Das HK11 ist ein leichtes Maschinengewehr des deutschen Waffenherstellers Heckler & Koch.
Bei dem HK11 handelte es sich um ein modifiziertes HK21 mit Magazin statt Gurtzuführung. Die weiteren technischen Daten entsprechen dem HK21.
Die Waffe kann zur Version des HK 21 umgerüstet und dann sowohl über Magazine als auch über Gurte (nach der Installation eines Umbausatzes) geladen werden und verfügt über einen abgestuften Kolben, um sie beim Schießen besser kontrollieren zu können. Das serienmäßige Zweibein ist am vorderen Ende des Laufmantels angebracht. 
Seit 1983 wurde die Ausführung E (Export) produziert, die neben Einzel- und Dauerfeuer auch 3-Schuss-Feuerstöße abgeben kann. Überdies ist serienmäßig am Lauf ein zusätzlicher Handgriff für das Schießen in der Bewegung angebracht, wobei der Lauf bis zum Mündungsfeuerdämpfer vollständig ummantelt ist und nicht wie bei der A1-Ausführung vorne frei liegt.